# Haus Philipp Orth

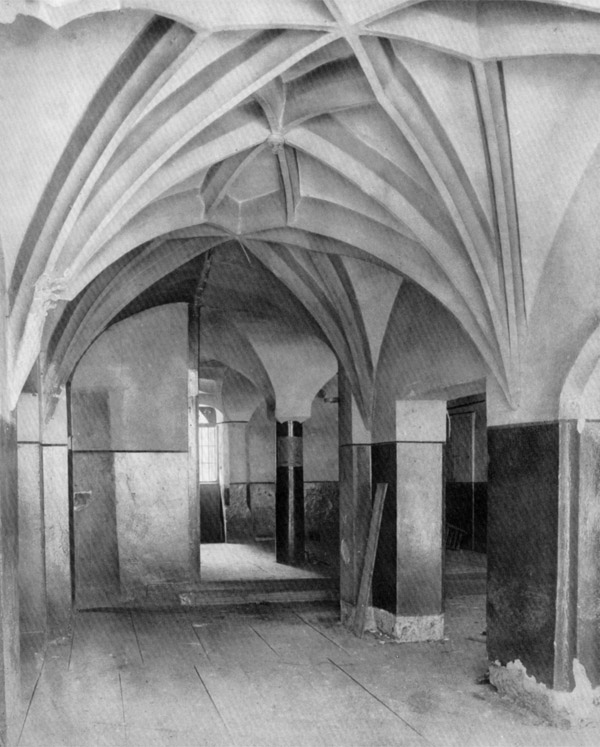
Gotisches Sternengewölbe im Orthschen Haus, Heilbronn (1944 zerstört).

Das Haus Philipp Orth  war ein bedeutendes Baudenkmal in Heilbronn und bestand bis zu seiner Zerstörung 1944. Es zählte zu den Gebäuden innerhalb des Maulbronner Hofes, der auf den fränkischen Königshof zurückgeht und ab dem 14. Jahrhundert als Maulbronner Lehen von Heilbronner Patriziern bewohnt wurde.

## Geschichte
Die Familie Orth kam 1533 über die Heirat von Philipp Orth (1509–1555) mit einer Tochter des Heilbronner Kaufmanns Schirnagel nach Heilbronn und besaß über diese Verbindung den Maulbronner Hof. Der Bauherr Philipp Orth war der Vater des gleichnamigen Bürgermeisters Philipp Orth II. (1534–1603) und ließ 1551 das Orth’sche Haus in der Nordwestecke des Maulbronner Hofes (ehemals Kramstraße, später Kaiserstraße 20) in fränkischer Fachwerkbauweise auf einem steinernen Erdgeschoss in den Überresten eines Steinhauses bauen. Die Ratsprotokolle sprechen von dem Haus „auf dem abgebrannten“. Damit könnte das 1535 abgebrannte alte Heilbronner Rathaus an der Ecke Kaiserstraße/Mosergasse gemeint gewesen sein.
Die steinerne Hausfassade des Vorgängerbaus gegen die Kaiserstraße war nicht mehr vorhanden und so wurde die Fachwerkfassade des Orth’schen Neubaus zwischen den beiden stehengebliebenen, seitlichen staufischen Mauern errichtet. Das Haus ist auf alten Fotos gut zu erkennen. Es war das einzige Haus in der Kaiserstraße Nähe Kasernengasse, das zwischen alten Mauern rechts und links des Hauses „eingeklemmt“ dastand und auf der Grundlage einer alten Vereinbarung auch weiter als die anderen Häuser in die Kaiserstraße hineinragen durfte. Bereits beim Bau des Hauses hatte es langwierige Streitereien wegen der überkragenden Obergeschosse und eines weit in den Straßenraum stehenden Erkers gegeben. Der Erker wurde auf Verlangen der Stadt 1864 abgebrochen. Bis 1901 war im steinernen Erdgeschoss ein gotisches Kreuzgewölbe vorhanden, das dann jedoch beim Umbau zum Modehaus Zügel abgerissen wurde.
Das umgebaute Haus wurde beim Luftangriff auf Heilbronn 1944 zerstört. Bei Grabungen 1951 wurden die Fundamente des staufischen Steinhauses erneut nachgewiesen.